# Musée de Tautavel - Centre européen de préhistoire
 (mars 2022).
Si vous disposez d'ouvrages ou d'articles de référence ou si vous connaissez des sites web de qualité traitant du thème abordé ici, merci de compléter l'article en donnant les références utiles à sa vérifiabilité et en les liant à la section « Notes et références ».
Le Musée de Tautavel - Centre européen de Préhistoire est un musée situé à Tautavel, dans le département français des Pyrénées-Orientales. Il est consacré à la Préhistoire et en particulier aux découvertes effectuées à la Caune de l'Arago située sur la même commune, dont l'Homme de Tautavel.
Le Musée est connu pour la richesse de ses collections, mais également pour l'offre culturelle proposée. Chaque année des expositions temporaires viennent enrichir le parcours permanent. Pendant les vacances scolaires des ateliers sur les techniques préhistoriques sont proposés au public, ainsi que de nombreuses autres animations.
Le Musée de Tautavel fait partie de l'EPCC CERP de Tautavel (Établissement public de coopération culturelle) qui englobe aussi le Centre Européen de Recherches Préhistoriques, dont la plupart des chercheurs travaillent au sein de UMR 7194 du CNRS qui réunit l'Université de Perpignan - Via Domitia, le département de Préhistoire du MNHN de Paris.

## Histoire du musée
Après la découverte en 1971 d'un crâne de prénéandertalien (Homo heidelbergenses) vieux de 450 000 ans dans la grotte d'Arago, près du village catalan de Tautavel, un petit musée y a été créé pour présenter des découvertes particulières. En 1992, le musée a été agrandi à 1500 mètres carrés et a été déclaré centre de recherche préhistorique en Europe. Il a posé des jalons en matière de science, de technique et de didactique muséales. Le musée présente sur plusieurs niveaux des fossiles humains originaux et des outils du paléolithique moyen. S'y ajoutent de nombreux fossiles d'animaux de cette époque (ours, lions, ongulés, etc.) et des pièces archéologiques régionales remontant jusqu'à l'âge du fer. Outre les découvertes originales, des dioramas d'hommes et d'animaux et la reconstitution de la grotte d'Arago constituent des points d'attraction particuliers.
Dans les années à venir, il est prévu de moderniser et d'agrandir considérablement l'exposition qui a pris de l'âge,,,.

## Centre Européen de Recherches Préhistoriques (CERP)
Des chercheurs et étudiants en archéologie, paléoanthropologie, palynologie, paléontologie, archéozoologie, géologie, entre autres, travaillent dans les réserves du musée et du centre de recherches sur les objets et fossiles provenant essentiellement des fouilles de la Caune de l'Arago.

## Association Insertion Patrimoine (AIP)

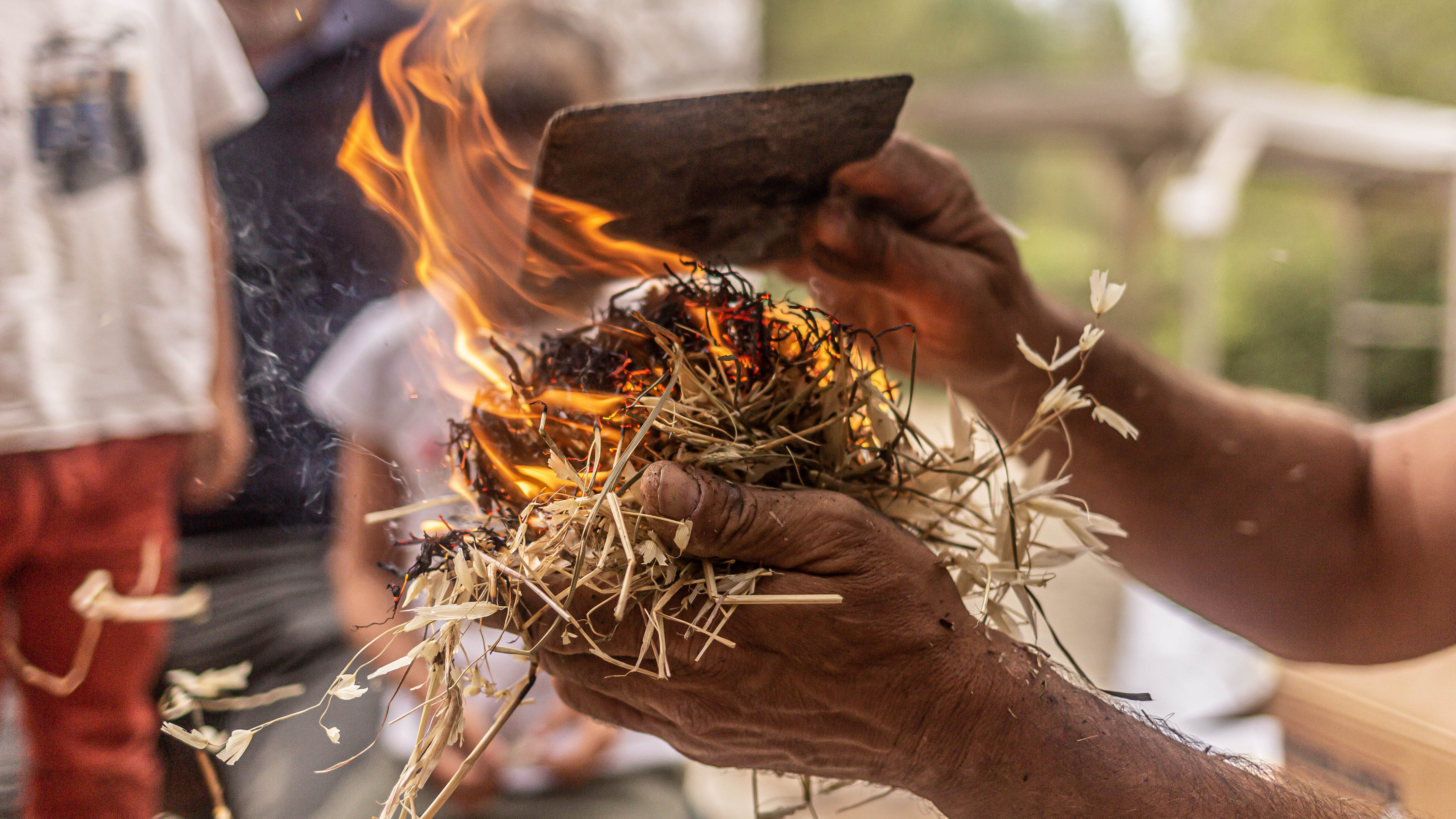
Atelier feu au musée en famille par Julie de Jolies lueurs.

L'AIP est un chantier d'insertion qui fonctionne au sein du musée et du centre de recherches, avec des salariés en insertion travaillant notamment à côté des chercheurs dans les Réserves Archéologiques du CERP, et dans l'Atelier de Moulage. Les productions de l'atelier peuvent être trouvées en vente dans la boutique du Musée.

## Fréquentation
| Année | Entrées gratuites | Entrées payantes | Total   |
| ----- | ----------------- | ---------------- | ------- |
| 2001  | 10 000            | 98 119           | 108 119 |
| 2002  | 12 947            | 107 890          | 120 837 |
| 2003  | 11 332            | 94 435           | 105 767 |
| 2004  | 8 919             | 88 288           | 97 207  |
| 2005  | 10 093            | 77 346           | 87 439  |
| 2006  | 12 344            | 73 887           | 86 231  |
| 2007  | 9 874             | 70 338           | 80 212  |
| 2008  | 8 187             | 64 226           | 72 413  |
| 2009  | 8 983             | 65 631           | 74 614  |
| 2010  | 13 182            | 63 438           | 76 620  |
| 2011  | 13 653            | 59 496           | 73 149  |
| 2012  | 9 061             | 60 554           | 69 615  |
| 2013  | 9 101             | 56 568           | 65 669  |
| 2014  | 9 714             | 54 680           | 64 394  |
| 2015  | 11 074            | 58 945           | 70 019  |
| 2016  | 11 891            | 52 959           | 64 850  |
| 2017  | 8 793             | 49 273           | 58 066  |